# Iris (группа, США)
Iris — музыкальная синти-поп-группа из США, образованная в Техасе в 1993 году (до 1998 года — «Forgiving Iris»).
Особенностью звучания являются чистый романтичный вокал и сложные пышные аранжировки. Критики жанра его оценили высоко.

## Состав группы
- Риган Джонс (Reagan Jones)
- Эндрю Сега (Andrew Sega)
- Мэтт Моррис (Matt Morris) (до 2002)

## Дискография

### Альбомы
| Год  | Название       | Примечания                                          |
| ---- | -------------- | --------------------------------------------------- |
| 1999 | Disconnect     | дебютный альбом                                     |
| 2003 | Awakening      | первый альбом с Andrew Sega                         |
| 2003 | Reconnect      | альбом ремиксов                                     |
| 2005 | Wrath          |                                                     |
| 2005 | Disconnect 2.0 | Eвропейский релиз альбома 1999 года + 2 бонус-трека |
| 2008 | Hydra          | альбом ремиксов и три студийных трека + DVD         |
| 2010 | Blacklight     |                                                     |
| 2014 | Radiant        |                                                     |
| 2019 | Six            |                                                     |

### Синглы
| Год  | Название                                         | Альбом     |
| ---- | ------------------------------------------------ | ---------- |
| 1998 | «Annie, Would I Lie To You1»                     | Disconnect |
| 1999 | «Lose In Wanting»                                | Disconnect |
| 1999 | «Saving Time»                                    | Disconnect |
| 2000 | «Danger Is The Shame»                            | Disconnect |
| 2002 | «Unknown»                                        | Awakening  |
| 2006 | «Hell's Coming With Me / Appetite Remixes (12")» | Wrath      |
| 2006 | «It Generates»                                   | Wrath      |
| 2008 | «Lands of Fire 2008»                             | Hydra      |
| 2010 | «Closer to Real»                                 | Blacklight |